# Электрохимический ряд активности металлов

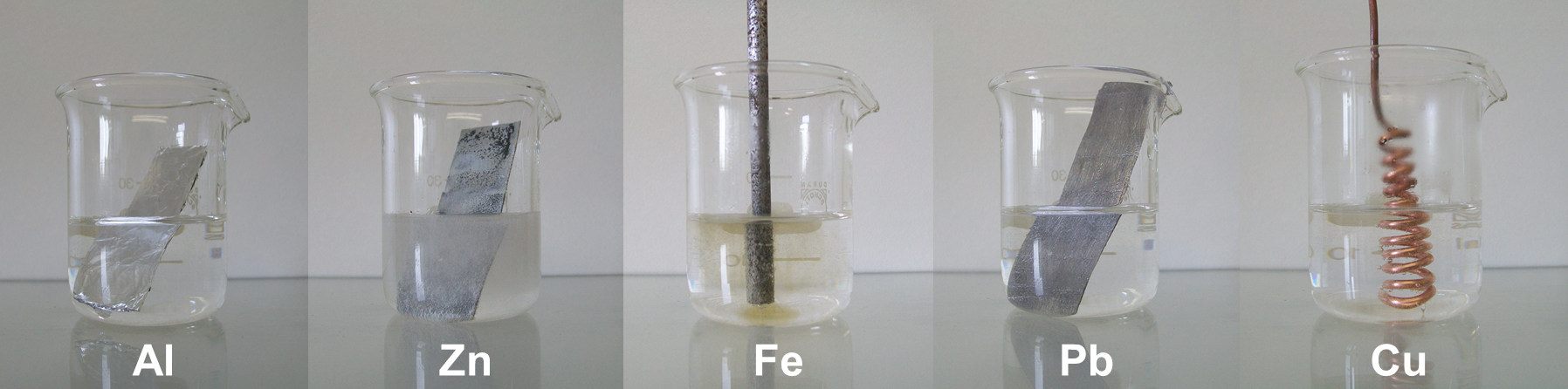
Взаимодействие некоторых металлов с разбавленной серной кислотой (расположены в порядке увеличения стандартного электрохимического потенциала)

Электрохимический ряд активности металлов (ряд напряжений, ряд (вытеснения) Бекетова, ряд стандартных электродных потенциалов) — последовательность, в которой металлы расположены в порядке увеличения их стандартных электрохимических потенциалов E0, отвечающих полуреакции восстановления катиона металла Men+: Men+ + nē → Me
Ряд напряжений характеризует сравнительную активность металлов в окислительно-восстановительных реакциях в водных растворах.
| Li→Cs→Rb→K→Ba→Sr→Ca→Na→Mg →Al→Ti→Mn→Zn→Cr→Fe→Cd→Co→Ni→Sn→Pb→H→Sb→Bi→Cu→Hg→Ag→Pd→Pt→Au |

## История
Последовательность расположения металлов в порядке изменения их химической активности в общих чертах была известна уже алхимикам. Процессы взаимного вытеснения металлов из растворов и их поверхностное осаждение (например, вытеснение серебра и меди из растворов их солей железом) рассматривались как проявление трансмутации элементов.
Поздние алхимики вплотную подошли к пониманию химической стороны взаимного осаждения металлов из их растворов. Так, Ангелус Сала в работе «Anatomia Vitrioli» (1613) пришёл к выводу, что продукты химических реакций состоят из тех же «компонентов», которые содержались в исходных веществах. Впоследствии Роберт Бойль предложил гипотезу о причинах, по которым один металл вытесняет другой из раствора на основе корпускулярных представлений.
В 1793 году Алессандро Вольта, конструируя гальванический элемент (Вольтов столб), установил относительную активность известных тогда металлов: Zn, Pb, Sn, Fe, Cu, Ag, Au. «Сила» гальванического элемента оказывалась тем больше, чем дальше стояли друг от друга металлы в этом ряду (ряд напряжений). Однако Вольта не связал этот ряд с химическими свойствами металлов.
В 1798 году Иоганн Вильгельм Риттер указал, что ряд Вольта эквивалентен ряду окисления металлов (то есть последовательности уменьшения их сродства с кислородом). Таким образом, Риттер высказал гипотезу о возникновении электрического тока вследствие протекания химической реакции.
В эпоху становления классической химии способность элементов вытеснять друг друга из соединений стала важным аспектом понимания реакционной способности. Й. Берцелиус на основе электрохимической теории сродства построил классификацию элементов, разделив их на «металлоиды» (сейчас применяется термин «неметаллы») и «металлы» и поставив между ними водород.
Последовательность металлов по их способности вытеснять друг друга, давно известная химикам, была в 1860-е и последующие годы особенно основательно и всесторонне изучена и дополнена Н. Н. Бекетовым. Уже в 1859 году он сделал в Париже сообщение на тему «Исследование над явлениями вытеснения одних элементов другими». В эту работу Бекетов включил целый ряд обобщений о зависимости между взаимным вытеснением элементов и их атомным весом, связывая эти процессы с «первоначальными химическими свойствами элементов — тем, что называется химическим сродством». Открытие Бекетовым вытеснения металлов из растворов их солей водородом под давлением и изучение восстановительной активности алюминия, магния и цинка при высоких температурах (металлотермия) позволило ему выдвинуть гипотезу о связи способности одних элементов вытеснять другие из соединений с их плотностью: более лёгкие простые вещества способны вытеснять более тяжёлые (поэтому данный ряд часто также называют вытеснительный ряд Бекетова, или просто ряд Бекетова).
Не отрицая значительных заслуг Бекетова в становлении современных представлений о ряде активности металлов, следует считать ошибочным бытующее в отечественной популярной и учебной литературе представление о нём как единственном создателе этого ряда. Многочисленные экспериментальные данные, полученные в конце XIX века, опровергали гипотезу Бекетова. Так, Уильям Одлинг описал множество случаев «обращения активности». Например, медь вытесняет олово из концентрированного подкисленного раствора SnCl2 и свинец — из кислого раствора PbCl2; она же способна к растворению в концентрированной соляной кислоте с выделением водорода. Медь, олово и свинец находятся в ряду правее кадмия, однако могут вытеснять его из кипящего слабо подкисленного раствора CdCl2.
Бурное развитие теоретической и экспериментальной физической химии указывало на иную причину различий химической активности металлов. С развитием современных представлений электрохимии (главным образом в работах Вальтера Нернста) стало ясно, что эта последовательность соответствует «ряду напряжений» — расположению металлов по значению стандартных электродных потенциалов. Таким образом, вместо качественной характеристики — «склонности» металла и его иона к тем или иным реакциям — Нерст ввёл точную количественную величину, характеризующую способность каждого металла переходить в раствор в виде ионов, а также восстанавливаться из ионов до металла на электроде, а соответствующий ряд получил название ряда стандартных электродных потенциалов.

## Теоретические основы
Значения электрохимических потенциалов являются функцией многих переменных и поэтому обнаруживают сложную зависимость от положения металлов в периодической системе. Так, окислительный потенциал катионов растёт с увеличением энергии атомизации металла, с увеличением суммарного потенциала ионизации его атомов и с уменьшением энергии гидратации его катионов.
В самом общем виде ясно, что металлы, находящиеся в начале периодов, характеризуются низкими значениями электрохимических потенциалов и занимают места в левой части ряда напряжений. При этом чередование щелочных и щёлочноземельных металлов отражает явление диагонального сходства. Металлы, расположенные ближе к серединам периодов, характеризуются большими значениями потенциалов и занимают места в правой половине ряда. Последовательное увеличение электрохимического потенциала (от −3,395 В у пары Eu2+/Eu до +1,691 В у пары Au+/Au) отражает уменьшение восстановительной активности металлов (свойство отдавать электроны) и усиление окислительной способности их катионов (свойство присоединять электроны). Таким образом, самым сильным восстановителем является металлический европий, а самым сильным окислителем — катионы золота Au+.
В ряд напряжений традиционно включается водород, поскольку практическое измерение электрохимических потенциалов металлов производится с использованием стандартного водородного электрода.

## Практическое использование ряда напряжений
Ряд напряжений используется на практике для сравнительной [относительной] оценки химической активности металлов в реакциях с водными растворами солей и кислот и для оценки катодных и анодных процессов при электролизе:
- Металлы, стоящие левее водорода, являются более сильными восстановителями, чем металлы, расположенные правее: они вытесняют последние из растворов солей. Например, взаимодействие Zn + Cu2+ → Zn2+ + Cu возможно только в прямом направлении.
- Металлы, стоящие в ряду левее водорода, вытесняют водород при взаимодействии с водными растворами кислот-неокислителей; наиболее активные металлы (до алюминия включительно) — и при взаимодействии с водой.
- Металлы, стоящие в ряду правее водорода, с водными растворами кислот-неокислителей при обычных условиях не взаимодействуют.
- При электролизе металлы, стоящие правее водорода, выделяются на катоде; восстановление металлов умеренной активности сопровождается выделением водорода; наиболее активные металлы (до алюминия) невозможно при обычных условиях выделить из водных растворов солей.